# 阿斯普雷蒙頤和園
阿斯普雷蒙頤和園是一座位於斯洛伐克布拉提斯拉瓦老城區的一座巴洛克式宮殿。它與醫學花園一起於1770年為约翰·内波穆克·戈贝·德·阿斯普雷蒙-林登伯爵建造。如今，該建築物是布拉迪斯拉發夸美紐斯大學醫學院的院長室。

## 沿革
1769年，林登伯爵買下了部分布拉提斯拉瓦的土地，並於1770年根據建築師约翰·约瑟夫·塞勒（Johann Joseph Thaler）的設計建造了這座宮殿。1781年，完工後的宮殿和花園也正式成為林登伯爵的財產。
19世紀下半葉，揚科維茨家族收購了該建築物業，並於1862年由商人卡羅爾·希夫貝克（Karol Schiffbeck）收購。因此，在歷史的大部分時間裡，這座宮殿通常被稱為希夫貝克宮或卡羅爾宮宮。後來希夫貝克家族將宮殿贈予布拉迪斯拉發夸美紐斯大學醫學院，從此建築物便保留至今。

## 建築設計
阿斯普雷蒙頤和園的外牆和內部裝飾受到路易十六風格的影響。其建築物的裝飾包含月桂花環、絲帶花環和獎章的圖案，這些圖案在儀式大廳中保存得特別好。宮殿還設有包括一座晚期巴洛克風格的小教堂，內有描繪舊約和新約的繪畫，以及一座由白色和紅色大理石製成的受難祭壇。
2004年12月20日，巴洛克晚期風格的耶穌受難禮拜堂在重新裝修並重新向公眾開放。